# Ptychozoon trinotaterra
Espèce
Ptychozoon trinotaterra est une espèce de geckos de la famille des Gekkonidae.

## Répartition
Cette espèce se rencontre en Thaïlande et au Viêt Nam.
Sa présence au Cambodge est incertaine.

## Description
C'est un gecko arboricole, nocturne et insectivore.

## Reproduction
Les œufs incubent environ deux mois entre 25 et 28 °C.

## Publication originale
- Brown, 1999 : New species of parachute gecko (Squamata: Gekkonidae: genus Ptychozoon) from northeastern Thailand and central Vietnam. Copeia, vol. 1999, n. 4, p. 990-1001.